# 희성피엠텍
희성피엠텍 주식회사(영어: Heesung PMTech LTD.)는 희성그룹 계열의 폐촉매 회수 및 정제 사업 기업이다.

## 연혁
- 2004년 8월 '희성촉매', 'NECC', '현대자동차' 합작 투자계약 체결
- 2004년 9월 희성피엠텍 주식회사 설립
- 2011년 7월 당진공장 준공
- 2012년 11월 품질경영시스템인증서 획득(ISO 9001 및 ISO 14001), 귀금속(Pt, Pd, Rh) 제조 및 부가 서비스
- 2016년 5월 LPPM "Good Delivery List" Pt, Pd 인증 획득